# Digitale Sammlung Deutscher Kolonialismus
Die Digitale Sammlung Deutscher Kolonialismus ist eine frei zugängliche digitale Infrastruktur zur digitalen Erschließung kolonialzeitlicher Bestände. Die Quellenkompilation stellt eine außerordentliche Ressource für die Erforschung des deutschen Kolonialismus bereit.

## Bedeutung
Deutschlands Kolonialismus rückt in jüngerer Zeit zunehmend in den Fokus wissenschaftlicher Interessen. Die Digitale Sammlung Deutscher Kolonialismus ermöglicht die systematische, interdisziplinäre Erforschung historischer, kultureller und kommunikations- und wissenschaftsgeschichtlicher Implikationen des deutschen Kolonialismus unter Berücksichtigung postkolonialer Weiterungen. Sie adressiert das Desiderat einer verlässlichen, wissenschaftlich nutzbaren digitalen Datenressource für die ganze Bandbreite der Digital Postcolonial Studies: Geschichtswissenschaft, Sozial-, Politik- und Wirtschaftswissenschaften, Kultur-, Literatur- und Sprachwissenschaften.

## Ziele und Durchführung
Ziele des Vorhabens sind die Digitalisierung, elektronische Erschließung und Online-Präsentation von Quellen zur deutschen Kolonialgeschichte in einer virtuellen Digitalen Sammlung Deutscher Kolonialismus, die sich aus Beständen der SuUB Bremen und der UB Frankfurt zusammensetzt; sowie die anschließende Integration der Volltexte in die Forschungsinfrastruktur CLARIN-D der Berlin-Brandenburgischen Akademie der Wissenschaften. Dies stellt die Basis für wissenschaftliche Anschlussforschungen bereit.

## Auswahl
Integriert werden über 1.000 Titel zu unterschiedlichen Fachgebieten mit insg. ca. 245.000 Seiten. Die Titel wurden zwischen 1884 und 1919 publiziert und entstammen somit der historischen Kernzeit des deutschen Kolonialismus. Die Titelauswahl spiegelt historische bibliothekarische Relevanzentscheidungen wider, indem sie sich an den historischen Bibliothekskatalogen orientiert. Mit dieser auf Exemplarizität beruhenden Auswahl wird kritischen Überlegungen der Postcolonial Studies entsprochen und eine Beurteilung kolonialhistorischer Repräsentativität von Texten aus heutiger Sicht vermieden.
Die Titel (Monografien, Sammelbände, Zeitschriften) mit einem Gesamtumfang von über 245.000 Seiten werden von April 2017 bis März 2019 im Rahmen eines von der Deutschen Forschungsgemeinschaft geförderten Projekts digitalisiert. Die Titel sind über eine Navigationsleiste mit Haupt- und Untereinträgen einzeln recherchierbar. Außerdem steht eine Suchfunktion zur Verfügung, in der nach Titeln und Kapitelüberschriften sowie Autoren gesucht werden kn.an Die Texte können als PDF-Dokument kostenlos heruntergeladen werden.
Damit liegen wichtige, für die Geschichte des deutschen Kolonialismus relevante Titel erstmals digital mit Volltext vor und können standortunabhängig benutzt werden, ohne dass die Originale Schaden nehmen. Projektpartner sind die SuUB Bremen, die UB Frankfurt und das CLARIN-Servicezentrum der Berlin-Brandenburgischen Akademie der Wissenschaften. Das Projekt wurde initiiert, sprachwissenschaftlich begleitet und unterstützt von der Creative Unit ‚Koloniallinguistik – Language in Colonial Contexts‘ (CULCC) der Universität Bremen (Teilgruppe unter Leitung von Ingo H. Warnke).